# تولا، زغرتا
تولا (به عربی: تولا) یک منطقهٔ مسکونی در لبنان است که در شهرستان زغرتا واقع شده‌است.
 تولا   ۱٬۱۵۰ متر بالاتر از سطح دریا واقع شده‌است.